# Paul Antoine Guillaume de Milly van Heiden Reinestein
Paul Antoine Guillaume de Milly van Heiden Reinestein (Zuidlaren, 15 november 1881 - Warnsveld, 13 februari 1967) was een Nederlandse burgemeester.
De Milly van Heiden Reinestein, lid van de familie De Milly, was een zoon van burgemeester Louis Albert Sigismond Jacques de Milly van Heiden Reinestein en Rolina Maria van Holthe tot Echten. Hij studeerde rechten. Hij was achtereenvolgens burgemeester in Hendrik-Ido-Ambacht, Borculo en Warnsveld. Naast zijn burgemeestersambt hield hij zich bezig met schilderen.